# Amanteca

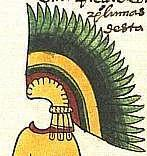
Art plomari mexica

Un amanteca  era un artesà en la societat asteca o mexicana, que es dedicava a la confecció d'abillaments i ornaments formats per plomes fines. A l'art plomari mexicà destaca el conegut plomall de Moctezuma.

## Costums i festivitats
Les plomes utilitzades eren recollides mitjançant els tributs dels pobles sotmesos, regularment eren plomes acolorides com les del quetzal, la garsa de diverses tonalitats, el lloro, la guacamaya o el zacuán, encara que també s'utilitzaven plomes d'àguila. Els Amantecas reben el seu nom del barri d'Amantla, on vivien la majoria d'ells.
Els amantecas participaven intensament en dues festes de l'any, al mes de panquetzaliztli -dedicada a Huitzilopochtli -, i al mes de tlaxochimaco -mes de les ofrenes de flors a Huizilopochtli i tots els déus-, el déu dels amantecas era Coyotlinahual (el que té un coiot per doble). Durant la festa del mes de panquetzaliztli se solia sacrificar un voluntari que representava al déu Coyotlinahual, en cas de no existir voluntari, els amantecas compraven un esclau o tlatacoltin per sacrificar, prèviament aquest era vestit amb distintius i insiginas del déu. Durant la festa del mes de tlaxochimaco no havia sacrificis, es rendia culte a dues dones-Xiuhtlati i Xilo-amb un ball amb els braços enllaçats anomenat tlanahuaya .

## Confeccions i ornaments
Les plomes normalment eren subministrades pels pochtecas. Els ornaments de plomes eren molt utilitzats com a insígnies militars i escuts (chimalli). Va ser durant l'època de Moctezuma Xocoyotzin quan l'art plomari tenir el seu auge. Per abillar al déu Huitzilopochtli s'utilitzaven teuquémitl o vestidura divina, el quetzalquémitl o vestidura de ploma de quetzal, el vivitzitzilquémitl o vestidura de ploma de colibrí i el xiuhtocoquémitl o vestidura de plomes de rajola.
Aquells amantecas que treballaven per als tlatoque eren coneguts com a Tecpan amanteca . Els que es dedicaven a confeccionar peces especials eren anomenats calpixcan amanteca o plomari del tresor, les seves obres eren guardades als cellers del huey tlatoani. Existien també els calla amanteca o plomari privats, els qui es dedicaven a confeccionar i comerciar insígnies militars.